# Belenois zochalia
Belenois zochalia is een vlindersoort uit de familie van de Pieridae (witjes), onderfamilie Pierinae. De diersoort komt voor in Nigeria, Kameroen, Congo-Kinshasa, Oeganda, Ethiopië, Kenia, Tanzania, Malawi, Zambia, Mozambique, Zimbabwe, Namibië, Zuid-Afrika en Swaziland.
Belenois zochalia werd in 1836 beschreven door Boisduval.